# Sede titolare di Forlimpopoli
Forlimpopoli (in latino: Foropopuliensis) è una sede titolare vescovile della Chiesa cattolica.

## Storia
Il titolo fa riferimento all'antica città di Forum Popili, attestata come sede vescovile a partire dal V secolo con san Rufillo, ritenuto dalla tradizione protovescovo della diocesi, e storicamente documentata con il vescovo Stefano a metà del VII secolo. Nel 1360 la città fu distrutta dal cardinale Gil Álvarez Carrillo de Albornoz, e la sede della diocesi trasferita a Bertinoro.
Dal 1968 Forlimpopoli è annoverata tra le sedi vescovili titolari della Chiesa cattolica; dal 23 novembre 2016 il vescovo titolare è Robert Joseph Fisher, vescovo ausiliare di Detroit.

## Cronotassi dei vescovi titolari
- Benvenuto Matteucci † (15 agosto 1968 - 2 gennaio 1971 nominato arcivescovo di Pisa)
- John Joseph Snyder † (13 dicembre 1972 - 2 ottobre 1979 nominato vescovo di Saint Augustine)
- Stanisław Stefanek, S.Chr. † (4 luglio 1980 - 26 ottobre 1996 nominato vescovo di Łomża)
- Marek Jędraszewski (17 maggio 1997 - 11 luglio 2012 nominato arcivescovo di Łódź)
- Robert Herman Flock (31 ottobre 2012 - 4 novembre 2016 nominato vescovo di San Ignacio de Velasco)
- Robert Joseph Fisher, dal 23 novembre 2016